# 1556
Il 1556 (MDLVI in numeri romani) è un anno bisestile del XVI secolo.

## Eventi
- I Welser, banchieri tedeschi originari di Augusta, perdono il controllo coloniale del Venezuela.
- Il falso Martin Guerre compare nel villaggio francese di Artigat.
- Il re di Spagna prende il controllo della regione delle Fiandre, comprendenti anche quello che oggi è il dipartimento francese del nord.
- Re Giovanni III di Svezia diventa padrone della Finlandia come Hertig Johan.
- Ivan il Terribile conquista Astrachan', aprendo il fiume Volga al traffico commerciale russo.
- Akbar sale sul trono dell'Impero Mughal; governerà fino alla sua morte, nel 1605.
- Maria I d'Inghilterra stabilisce il Forth of Maryborough in quella che è ora Port Laoise, County Laois, Irlanda.
- 16 gennaio – Abdicazione dell'imperatore Carlo V dalla corona spagnola e imperiale. Suo figlio Filippo II gli succede divenendo Re di Spagna, mentre l'Impero Germanico, le terre ereditarie degli Asburgo e le corone di Boemia e Ungheria passano al fratello Ferdinando I.
- 2 Febbraio – Il Terremoto dello Shaanxi, uno dei più mortali cataclismi nella storia, con epicentro nella provincia cinese di Shaanxi, provoca circa 830.000 morti.
- 5 febbraio – Viene firmata la Tregua di Vaucelles. Termina temporaneamente la guerra tra Francia e Spagna.
- 14 febbraio – L'Arcivescovo di Canterbury Thomas Cranmer è dichiarato eretico.
- 9 marzo – Nobili scozzesi uccidono David Rizzio, il segretario di Maria Stuarda, regina di Scozia, alla presenza della stessa regina.
- 21 marzo – A Oxford, Thomas Cranmer è arso sul rogo per tradimento.
- 14 giugno – Lorenzo Priuli diventa Doge della Repubblica di Venezia.
- 12 settembre – Carlo V abdica anche dalla corona imperiale, lasciando il Sacro Romano Impero a suo fratello Ferdinando I.
- novembre – Collassa la Tregua di Vaucelles. Esplode nuovamente la guerra tra Enrico II di Francia e Filippo II di Spagna.
- 5 novembre – Seconda Battaglia di Panipat. Cinquanta miglia a nord di Delhi, un esercito Mughal sconfigge le forze indù del generale Hemu, per assicurare Akbar al trono d'India.

## Nati

### Gennaio
- 8 gennaio - Giuseppe da Leonessa, presbitero e santo italiano († 1612)
- 8 gennaio - Uesugi Kagekatsu, militare giapponese († 1623)

### Febbraio
- 7 febbraio - Maria di Nassau, principessa († 1616)
- 21 febbraio - Sethus Calvisius, compositore, astronomo e matematico tedesco († 1615)
- 29 febbraio - Aurelio Lomi, pittore italiano († 1624)

### Marzo
- 7 marzo - Guillaume du Vair, scrittore, giurista e vescovo cattolico francese († 1621)

### Aprile
- 15 aprile - François Béroalde de Verville, scrittore, poeta e umanista francese († 1626)

### Maggio
- 31 maggio - Jerzy Radziwiłł, cardinale polacco († 1600)

### Giugno
- 29 giugno - Geremia da Valacchia, religioso italiano († 1625)

### Luglio
- 9 luglio - Elizabeth Finch, I contessa di Winchilsea, nobildonna inglese († 1634)
- 22 luglio - Ottone Enrico del Palatinato-Sulzbach, nobile († 1604)
- 25 luglio - George Peele, drammaturgo inglese († 1596)

### Agosto
- 10 agosto - Philipp Nicolai, pastore protestante, poeta e compositore tedesco († 1608)
- 16 agosto - Bartolomeo Cesi, pittore italiano († 1629)
- 17 agosto - Alexander Briant, presbitero e gesuita inglese († 1581)
- 28 agosto - Carlo Conti, cardinale e vescovo cattolico italiano († 1615)

### Ottobre
- 9 ottobre - Cunegonda Jakobäa del Palatinato-Simmern, nobildonna tedesca († 1586)
- 18 ottobre - Carlo I d'Elbeuf, nobile francese († 1605)

### Novembre
- 25 novembre - Jacques du Perron, cardinale, arcivescovo cattolico e poeta francese († 1618)
- 28 novembre - Francesco Contarini, doge († 1624)

### Dicembre
- 5 dicembre - Anne Cecil, nobile inglese († 1588)
- 21 dicembre - Antonio Pagni, presbitero e religioso italiano († 1624)
- 27 dicembre - Giovanna di Lestonnac, religiosa francese († 1640)

### Senza giorno specificato
- Giovan Francesco Beatrice, criminale italiano († 1609)
- Giovanni Bizzelli, pittore italiano († 1612)
- Traiano Boccalini, scrittore italiano († 1613)
- Martha Brossier, truffatrice francese
- Giovanni Battista Caccini, scultore e architetto italiano († 1613)
- Decio Carafa, cardinale e arcivescovo cattolico italiano († 1626)
- Mary Cavendish, nobildonna inglese († 1632)
- Margaret Clitherow,  inglese († 1586)
- Costanza Colonna, nobile italiana († 1626)
- Domenico Curtoni, architetto italiano († 1629)
- Clelia Farnese, nobildonna italiana († 1613)
- Alessandro Galvani, giurista italiano († 1616)
- Aurelio Gatti, pittore italiano († 1602)
- Elizabeth Hastings, nobildonna inglese († 1621)
- John Heminges, attore teatrale britannico († 1630)
- Thomas Hood, matematico inglese († 1620)
- Katagiri Katsumoto, militare giapponese († 1615)
- Carlo Maderno, architetto italiano († 1629)
- Pietro Malombra, pittore italiano († 1618)
- Claude Mangot de Villeran et Villarceau, politico e nobile francese († 1624)
- Asdrubale Mattei, nobile e collezionista d'arte italiano († 1638)
- Pietro Francesco Montorio, vescovo cattolico e diplomatico italiano († 1643)
- Nasu Sukeharu, militare giapponese († 1609)
- Pomponio Nenna, compositore italiano († 1608)
- Johannes Opsopoeus, filologo e medico tedesco († 1596)
- Orlando Pescetti, pedagogista e letterato italiano († 1624)
- Vincenzo Rustici, pittore italiano († 1632)
- Giuseppe Scala, medico, filosofo e matematico italiano († 1585)
- Pietro Sorri, pittore italiano († 1622)
- Felipa de Souza,  portoghese († 1600)
- Cristoforo Stati, scultore italiano († 1619)
- Lazzaro Tavarone, pittore italiano († 1640)
- Alessandro Turamini, giurista, filosofo e scrittore italiano († 1605)
- Tōdō Takatora, militare giapponese († 1630)
- Thomas West, II barone De La Warr, nobile inglese († 1602)
- Maria di Savoia, nobile italiana († 1580)

## Morti

### Gennaio
- 17 gennaio - Humayun, imperatore indiano (n. 1508)
- 21 gennaio - Eustace Chapuys, diplomatico francese (n. 1490)
- 21 gennaio - Massimo il Greco, umanista, linguista e religioso greco (n. 1480)
- 24 gennaio - Juan Claros de Guzmán, IX conte di Niebla, nobile spagnolo (n. 1519)

### Febbraio
- 12 febbraio - Giovanni Poggio, cardinale e vescovo cattolico italiano (n. 1493)
- 13 febbraio - Porzia de' Rossi, italiana
- 26 febbraio - Federico II del Palatinato, nobile (n. 1482)

### Marzo
- 21 marzo - Thomas Cranmer, arcivescovo anglicano inglese (n. 1489)
- 23 marzo - Claudio Tolomei, umanista, letterato e vescovo cattolico italiano

### Aprile
- 4 aprile - Cristoforo Gherardi, pittore italiano (n. 1508)
- 6 aprile - Konrad Pelikan, umanista e teologo tedesco (n. 1478)
- 7 aprile - Jerónimo de Alderete, esploratore spagnolo
- 18 aprile - Luigi Alamanni, poeta italiano (n. 1495)
- 24 aprile - Girolamo degli Albizi, politico e condottiero italiano (n. 1485)

### Maggio
- 4 maggio - Luca Ghini, medico, botanico e farmacologo italiano (n. 1490)
- 5 maggio - William Stafford, militare inglese (n. 1508)
- 28 maggio - Saitō Dōsan, militare giapponese (n. 1494)

### Giugno
- 2 giugno - Francesco Venier, politico italiano (n. 1489)
- 5 giugno - Miguel da Silva, nobile e vescovo cattolico portoghese (n. 1480)
- 10 giugno - Martin Agricola, compositore e teorico della musica tedesco (n. 1486)
- 15 giugno - Ambrogio Cavalli, teologo italiano

### Luglio
- 9 luglio - Girolamo da Santacroce, pittore italiano
- 31 luglio - Ignazio di Loyola, religioso e militare spagnolo (n. 1491)

### Agosto
- 1º agosto - Girolamo da Carpi, pittore e architetto italiano (n. 1501)
- 19 agosto - Pomponio Algieri, italiano
- 25 agosto - David Joris, teologo fiammingo
- 26 agosto - Mariano Socini il giovane, giurista italiano (n. 1482)

### Settembre
- 8 settembre - Martin Frecht, teologo tedesco (n. 1494)
- 18 settembre - Edward Courtenay, I conte di Devon, nobile inglese (n. 1527)
- 25 settembre - Reinoud III van Brederode, nobile olandese (n. 1492)

### Ottobre
- 21 ottobre - Pietro Aretino, poeta, scrittore e drammaturgo italiano (n. 1492)
- 31 ottobre - Johannes Sleidanus, storico lussemburghese (n. 1506)

### Novembre
- 4 novembre - Robert IV de la Marck, nobile e ufficiale francese (n. 1512)
- 12 novembre - Anna Lodron, nobildonna italiana
- 14 novembre - Giovanni Della Casa, letterato, scrittore e arcivescovo cattolico italiano (n. 1503)

### Dicembre
- 23 dicembre - Nicholas Udall, letterato e drammaturgo inglese (n. 1505)

### Senza giorno specificato
- Robert Aldrich, vescovo anglicano inglese
- Francesco Alunno, grammatico italiano (n. 1485)
- Gonçalo Annes Bandarra, scrittore portoghese (n. 1500)
- Michelangelo Anselmi, pittore italiano
- Giulio Aquili, pittore italiano
- Tullia d'Aragona, poetessa e letterata italiana
- Abramo Arié, medico italiano (n. 1484)
- Nicolas Bachelier, scultore, architetto e orafo francese (n. 1487)
- Balthazar Arnoullet, editore francese (n. 1517)
- Ermolao Barbaro, politico italiano (n. 1493)
- Francesco Bernardo, diplomatico e imprenditore italiano (n. 1517)
- Giovanni Francesco Bini, letterato italiano (n. 1484)
- Andrea Buora, architetto e scultore italiano
- Pietro Paolo Caporella, vescovo cattolico, teologo e scrittore italiano
- Alonso de Alvarado, generale spagnolo (n. 1500)
- Richard Chancellor, esploratore britannico (n. 1521)
- Dionisio II di Costantinopoli, arcivescovo ortodosso greco
- Benedetto Fontanini, religioso italiano (n. 1495)
- Valentin Friedland, pedagogista tedesco (n. 1490)
- Fuzûlî, poeta turco
- Juan Gil, teologo spagnolo (n. 1495)
- Susanna Gonzaga, nobildonna italiana (n. 1485)
- Marco Guazzo, storico italiano (n. 1480)
- Lorenzo Violi, notaio e scrittore italiano (n. 1465)
- Oda Nobumitsu, militare giapponese (n. 1516)
- Oda Nobutoki, militare giapponese
- Dominique Phinot, francese (n. 1510)
- Gerolamo Rorario, umanista, scrittore e diplomatico italiano (n. 1485)
- Ferdinand Sturm, pittore olandese (n. 1515)
- Sebestyén Tinódi Lantos, poeta ungherese (n. 1510)
- Filippo Tornielli, condottiero italiano
- Hemu, imperatore indiano (n. 1501)
- Lodovico Vistarini, condottiero italiano (n. 1491)
- Donato de Boni di Pellizuoli, architetto e ingegnere italiano
- Antonio de Ziliis di Quetta, giurista italiano (n. 1480)

## Calendario
| Calendario 1556 | Calendario 1556 | Calendario 1556 | Calendario 1556 | Calendario 1556 | Calendario 1556 | Calendario 1556 | Calendario 1556 | Calendario 1556 | Calendario 1556 | Calendario 1556 | Calendario 1556 | Calendario 1556 | Calendario 1556 | Calendario 1556 | Calendario 1556 | Calendario 1556 | Calendario 1556 | Calendario 1556 | Calendario 1556 | Calendario 1556 | Calendario 1556 | Calendario 1556 | Calendario 1556 | Calendario 1556 | Calendario 1556 | Calendario 1556 | Calendario 1556 | Calendario 1556 | Calendario 1556 | Calendario 1556 | Calendario 1556 | Calendario 1556 |
| --------------- | --------------- | --------------- | --------------- | --------------- | --------------- | --------------- | --------------- | --------------- | --------------- | --------------- | --------------- | --------------- | --------------- | --------------- | --------------- | --------------- | --------------- | --------------- | --------------- | --------------- | --------------- | --------------- | --------------- | --------------- | --------------- | --------------- | --------------- | --------------- | --------------- | --------------- | --------------- | --------------- |
|                 | 1               | 2               | 3               | 4               | 5               | 6               | 7               | 8               | 9               | 10              | 11              | 12              | 13              | 14              | 15              | 16              | 17              | 18              | 19              | 20              | 21              | 22              | 23              | 24              | 25              | 26              | 27              | 28              | 29              | 30              | 31              |                 |
| Gennaio         | Me              | Gi              | Ve              | Sa              | Do              | Lu              | Ma              | Me              | Gi              | Ve              | Sa              | Do              | Lu              | Ma              | Me              | Gi              | Ve              | Sa              | Do              | Lu              | Ma              | Me              | Gi              | Ve              | Sa              | Do              | Lu              | Ma              | Me              | Gi              | Ve              |                 |
| Febbraio        | Sa              | Do              | Lu              | Ma              | Me              | Gi              | Ve              | Sa              | Do              | Lu              | Ma              | Me              | Gi              | Ve              | Sa              | Do              | Lu              | Ma              | Me              | Gi              | Ve              | Sa              | Do              | Lu              | Ma              | Me              | Gi              | Ve              | Sa              |                 |                 |                 |
| Marzo           | Do              | Lu              | Ma              | Me              | Gi              | Ve              | Sa              | Do              | Lu              | Ma              | Me              | Gi              | Ve              | Sa              | Do              | Lu              | Ma              | Me              | Gi              | Ve              | Sa              | Do              | Lu              | Ma              | Me              | Gi              | Ve              | Sa              | Do              | Lu              | Ma              |                 |
| Aprile          | Me              | Gi              | Ve              | Sa              | Do              | Lu              | Ma              | Me              | Gi              | Ve              | Sa              | Do              | Lu              | Ma              | Me              | Gi              | Ve              | Sa              | Do              | Lu              | Ma              | Me              | Gi              | Ve              | Sa              | Do              | Lu              | Ma              | Me              | Gi              |                 |                 |
| Maggio          | Ve              | Sa              | Do              | Lu              | Ma              | Me              | Gi              | Ve              | Sa              | Do              | Lu              | Ma              | Me              | Gi              | Ve              | Sa              | Do              | Lu              | Ma              | Me              | Gi              | Ve              | Sa              | Do              | Lu              | Ma              | Me              | Gi              | Ve              | Sa              | Do              |                 |
| Giugno          | Lu              | Ma              | Me              | Gi              | Ve              | Sa              | Do              | Lu              | Ma              | Me              | Gi              | Ve              | Sa              | Do              | Lu              | Ma              | Me              | Gi              | Ve              | Sa              | Do              | Lu              | Ma              | Me              | Gi              | Ve              | Sa              | Do              | Lu              | Ma              |                 |                 |
| Luglio          | Me              | Gi              | Ve              | Sa              | Do              | Lu              | Ma              | Me              | Gi              | Ve              | Sa              | Do              | Lu              | Ma              | Me              | Gi              | Ve              | Sa              | Do              | Lu              | Ma              | Me              | Gi              | Ve              | Sa              | Do              | Lu              | Ma              | Me              | Gi              | Ve              |                 |
| Agosto          | Sa              | Do              | Lu              | Ma              | Me              | Gi              | Ve              | Sa              | Do              | Lu              | Ma              | Me              | Gi              | Ve              | Sa              | Do              | Lu              | Ma              | Me              | Gi              | Ve              | Sa              | Do              | Lu              | Ma              | Me              | Gi              | Ve              | Sa              | Do              | Lu              |                 |
| Settembre       | Ma              | Me              | Gi              | Ve              | Sa              | Do              | Lu              | Ma              | Me              | Gi              | Ve              | Sa              | Do              | Lu              | Ma              | Me              | Gi              | Ve              | Sa              | Do              | Lu              | Ma              | Me              | Gi              | Ve              | Sa              | Do              | Lu              | Ma              | Me              |                 |                 |
| Ottobre         | Gi              | Ve              | Sa              | Do              | Lu              | Ma              | Me              | Gi              | Ve              | Sa              | Do              | Lu              | Ma              | Me              | Gi              | Ve              | Sa              | Do              | Lu              | Ma              | Me              | Gi              | Ve              | Sa              | Do              | Lu              | Ma              | Me              | Gi              | Ve              | Sa              |                 |
| Novembre        | Do              | Lu              | Ma              | Me              | Gi              | Ve              | Sa              | Do              | Lu              | Ma              | Me              | Gi              | Ve              | Sa              | Do              | Lu              | Ma              | Me              | Gi              | Ve              | Sa              | Do              | Lu              | Ma              | Me              | Gi              | Ve              | Sa              | Do              | Lu              |                 |                 |
| Dicembre        | Ma              | Me              | Gi              | Ve              | Sa              | Do              | Lu              | Ma              | Me              | Gi              | Ve              | Sa              | Do              | Lu              | Ma              | Me              | Gi              | Ve              | Sa              | Do              | Lu              | Ma              | Me              | Gi              | Ve              | Sa              | Do              | Lu              | Ma              | Me              | Gi              |                 |